# حوزه علمیه کربلا
حوزه علمیه کربلا از حوزه‌های علمیه شیعه در کشور عراق می‌باشد. با تأسیس شهر کربلا بر اثر سکونت شیعیان در کنار حرم امام حسین، عالمان دینی به مرور در این شهر سکنی گزیدند و مدارس دینی ساخته شدند. کربلا پس از قیام حسین بن علی همواره مورد توجه شیعه بوده‌است. با افزونی شمار زائران برخی در کنار آرامگاه سیدالشهدا سکنی گزیدند و شهر کربلا رونق گرفت. همچنین کربلا پذیرای عالمان و  دانشجویان علوم دینی از کشورهای مختلف گشت.

## دوره‌های حوزه‌های علمیه

### دوره اول
نخستین دوره از حوزه علمیه کربلا به عصر امامان شیعه می‌رسد که در آن دوره برخی از راویان حدیث به تربیت شاگرد اقدام کرده‌اند این دوره تا غیبت کبری ادامه داشت. عبدالله بن جعفر حمیری از شاگردان و علی النقی و حسن عسکری و از نخستین کسانی است که در حوزه علمیه کربلا به تربیت شاگرد همت گمارده‌است. بنا بر نقل شیخ طوسی، عبدالله بن جعفر حمیری دارای هفده کتاب بود که تنها یک اثر او به دست ما رسیده‌است.

### دوره دوم
دوره دوم حوزه علمیه کربلا پس از غیبت کبری آغاز گردید و تا قرن یازدهم هجری امتداد یافت.
احمد بن علی نجاشی از شاگردان آقای مفید و از اساتید سید مرتضی و طوسی از بزرگان علمای بغداد است که در شهرهایی چون نجف، کوفه، سامرا، بصره و کربلا به آموزش فقه، حدیث، رجال، تاریخ و ادب پرداخته است. کتاب رجال او از مشهورترین کتب رجالی شیعه است.
ابن حمزه طوسی که از بزرگان فقه شیعه در قرن ششم هجری است در این شهر به خاک سپرده شده و به احتمالی در کربلا حوزه درس داشته است. سید فخار موسوی از فقهای شیعه در قرن هفتم هجری است که نخست در شهر حله سپس در بغداد، کربلا، نجف، کوفه و دیگر نقاط عراق به تحصیل علوم دینی پرداخت.
سیدبن طاووس از دیگر دانشمندان شیعی است که سه سال از تحصیلات خود را در حوزه عملیه کربلا سپری کرده است. شهید اول از دیگر علمایی است که در حوزه کربلا به تحصیل پرداخته است و ابن خازن حائری در کربلا ریاست علمی را عهده‌دار بود.

### دوره سوم
در دو قرن یازدهم و دوازدهم عللی از جمله روی کار آمدن صفویان و جو علمی حاکم بر حرمین شریفین، دست به دست هم داد تا مکتب اخباری رواج یابد و مکتب اصولی را تحت الشعاع قرار دهد.
از علمای قرن یازدهم هجری در حوزه کربلا شیخ ملا محمدکاظم طالقانی قزوینی می‌باشد. پس از سقوط اصفهان در سال ۱۱۳۵ق و از هم پاشیدن دولت صفویان به دست گروهی از افاغنه هجرت علما و مجتهدین به کربلا فزونی یافت و عصر طلایی حوزه کربلا آغاز گردید. سید نصرالله حائری معروف به مدرس الطف از علمای این دوره می‌باشد. اجازات اکثر علمای قرن دوازده و سیزده مستقیم یا بدون واسطه به او منتهی می‌شود.
پس از سقوط اصفهان و شروع نا امنی در ایران، علما به حوزه کربلا سرازیر شدند، مکتب کربلا، اصولی بود اما مشرب اکثر مهاجران ایرانی اخباری بود به همین خاطر حوزه کربلا به دو شاخه اخباری با رهبری شیخ یوسف بحرانی و اصولی با رهبری وحید بهبهانی تقسیم گردید. در نهایت مکتب اصولیان به رهبری وحید بهبهانی پیروز شد. او شاگردان زیادی تربیت کرد و آنها را به سایر حوزه‌های علمی شیعه گسیل داشت تا مکتب اصولی او را تعمیم دهند. پس از وفات وحید بهبهانی ریاست حوزه کربلا به عهده فرزندش، سید محمد مهدی بحرالعلوم و میرزا مهدی شهرستانی افتاد. در زمان سید محمد مهدی بحرالعلوم مرکزیت تدریس از کربلا به نجف منتقل گردید.
پس از فرزند وحید بهبهانی، سید محمد مهدی بحرالعلوم و میرزا مهدی شهرستانی کرسی تدریس منحصر به سیدعلی طباطبائی شد. پس از وفات سیدعلی طباطبائی مرجعیت به فرزندش سید محمد مجاهد رسید. با مهاجرت سید محمد مجاهد به ایران و شرکت در جنگ ایران و روس حوزه درسش تعطیل شد و به دنبال آن از رونق حوزه علمیه کربلا کاسته شد.